# Руді Пожег Ванцаш
Руді Пожег Ванцаш (словен. Rudi Požeg Vancaš, нар. 15 березня 1994) — словенський футболіст, атакувальний півзахисник.

## Клубна кар'єра
Вихованець клубу «Колпа». З 2010 року став виступати за основну команду клубу у нижчих лігах. З 2011 року виступав у вищому дивізіоні країни за клуби «Домжале», «Цельє» та «Марибор» і в останньому з них був капітаном команди.
На початку січня 2022 року став гравцем одеського «Чорноморця».

## Виступи за збірну
Виступав за збірні Словенії різних вікових категорій. З молодіжною збірною Словенії став переможцем Турніру пам'яті Валерія Лобановського 2015 року, зігравши в обох іграх.
19 листопада 2018 року дебютував за національну збірну Словенії у матчі Ліги націй УЄФА 2018/19 проти Болгарії (1:1), вийшовши на заміну на 73 хвилині замість Беньяміна Вербича.